# Sechseläuten
Sechseläuten (en alemán de Zúrich, Sächsilüüte; en español: «El repique de las seis») es un festival y fiesta de primavera de Zúrich, Suiza, que tiene lugar anualmente la segunda mitad de abril, habitualmente en el tercer lunes del mes. La fiesta, celebrada desde 1867, está caracterizada por la famosa hoguera del Böögg, en cuyo centro se coloca un muñeco de nieve artificial relleno de viruta de madera y petardos, que simboliza el invierno. También es famosa por el gran desfile folclórico que tiene lugar en las calles principales de la ciudad.

## Etimología
El nombre de la fiesta se debe a una resolución del consejo municipal del 11 de marzo de 1525, después del equinoccio de marzo de aquel año, disponiendo que la segunda campana más grande del Grossmünster (el famoso templo catedralicio de Zúrich) anunciaría la hora de cierre del semestre de verano a las seis de la tarde en punto. Durante las campanadas se cantaba el Sechseläutenmarsch ("el himno del repique de las seis"), nombre asignado posteriormente a la plaza de la catedral y adoptado para la fiesta.

## La gran marcha

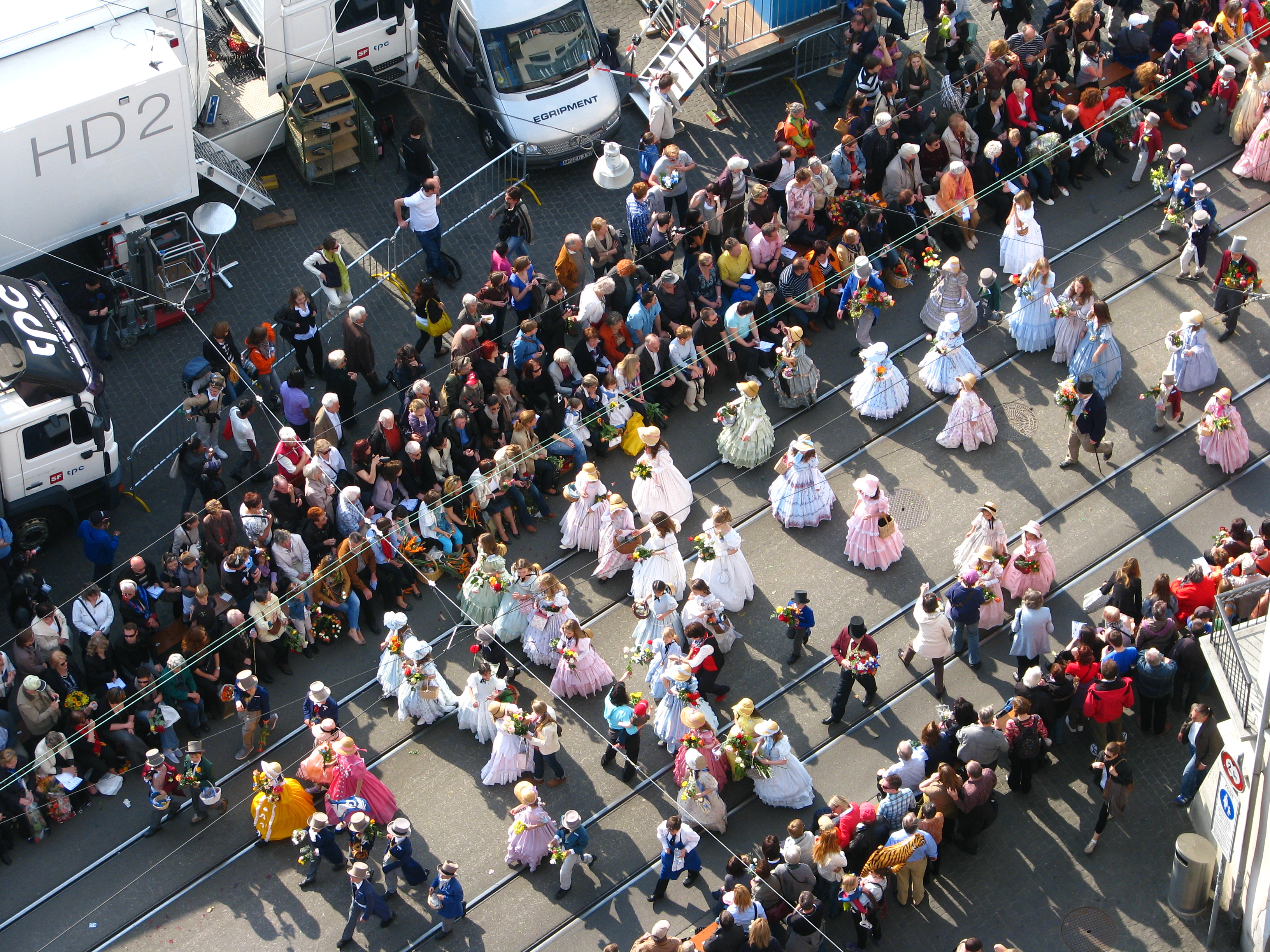
El desfile por Limmatquai, 2010

El lunes por la tarde tiene lugar la gran procesión que agrupa a las 26 cofradías de Zúrich (Zünfte), lideradas por la antigua Sociedad de Constaffel (inaugurada en 1336). Alrededor de 3500 cofrades ataviados con trajes tradicionales y uniformes típicos, junto a sus invitados y damas de honor, cientos de jinetes, medio centenar de carruajes tirados por caballos adornados y una treintena de bandas de música emprenden la marcha hacia la Sechseläutenplatz ("plaza del repique de las seis"), en la emblemática bellevue, atravesando las céntricas calles Bahnhofstrasse y Limmatquai a ambos lados del río Limago. La procesión va acompañada por agentes de la policía de Zúrich y representantes del Comité Central de los Gremios de Zúrich, y encabezada por los abanderados que portan los estandartes de los municipios y del cantón anfitrión. Por su paso por la ciudad, el público regala a los participantes besos y flores.
La conformación del desfile se pacta cada año en noviembre por los delegados de las cofradías en el Comité Central. Las cofradías en este sentido tienen una acepción menos religiosa y se dividen entre las 14 más antiguas establecidas a partir de la Edad Media (representando tanto a los históricos gremios como a la nobleza) y las correspondientes a los distritos de Zúrich (establecidas en el siglo XIX).
Cada cofradía intenta asegurarse un lugar destacado en la cabalgata de cada año. Las tres más grandes, pertenecientes a este último grupo, cuentan con gran número de jinetes y participan en el desfile a modo de rotación, encabezando y cerrando la columna rotativamente según el plan establecido.

## Quema delBöögg

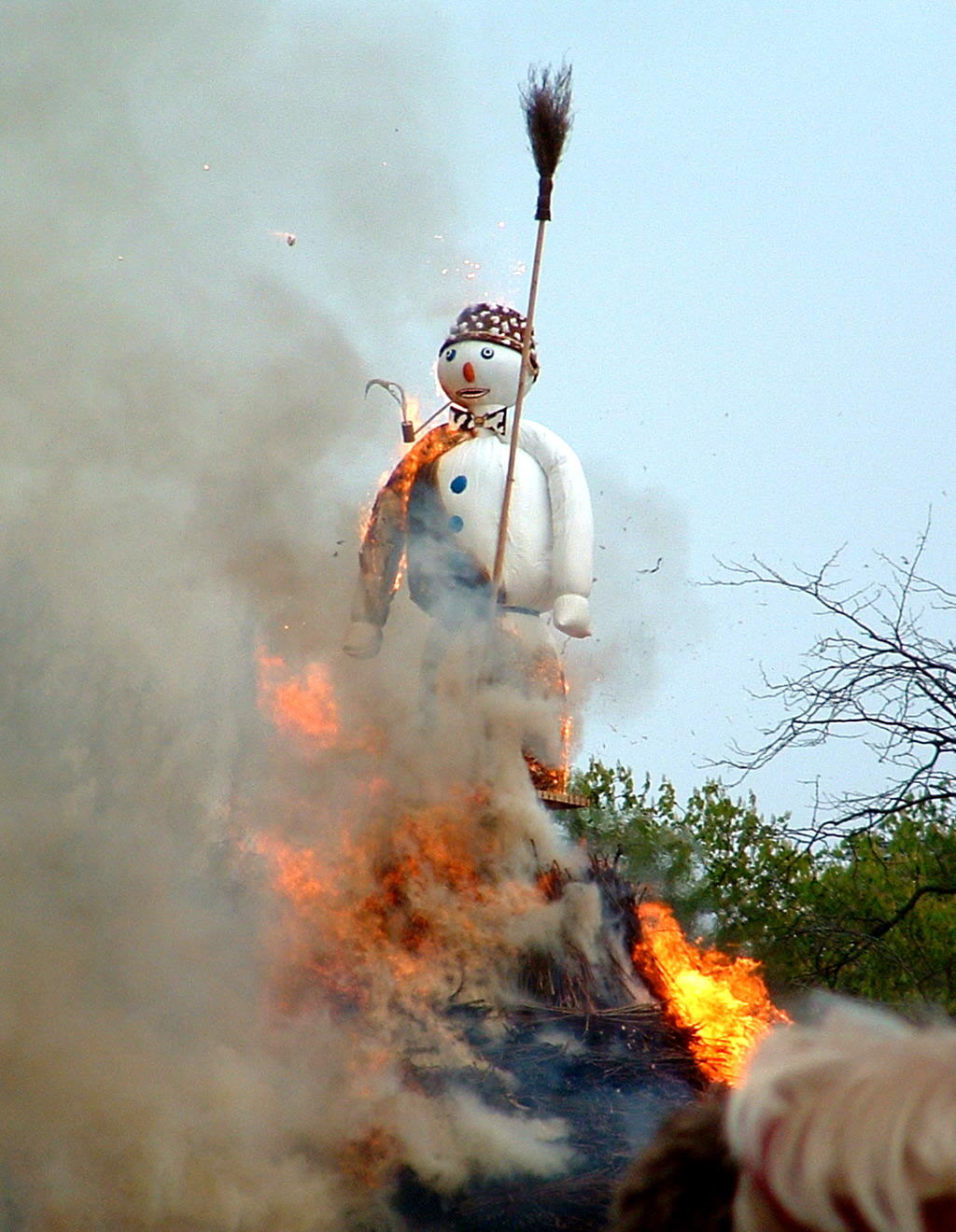
Quema del Böögg

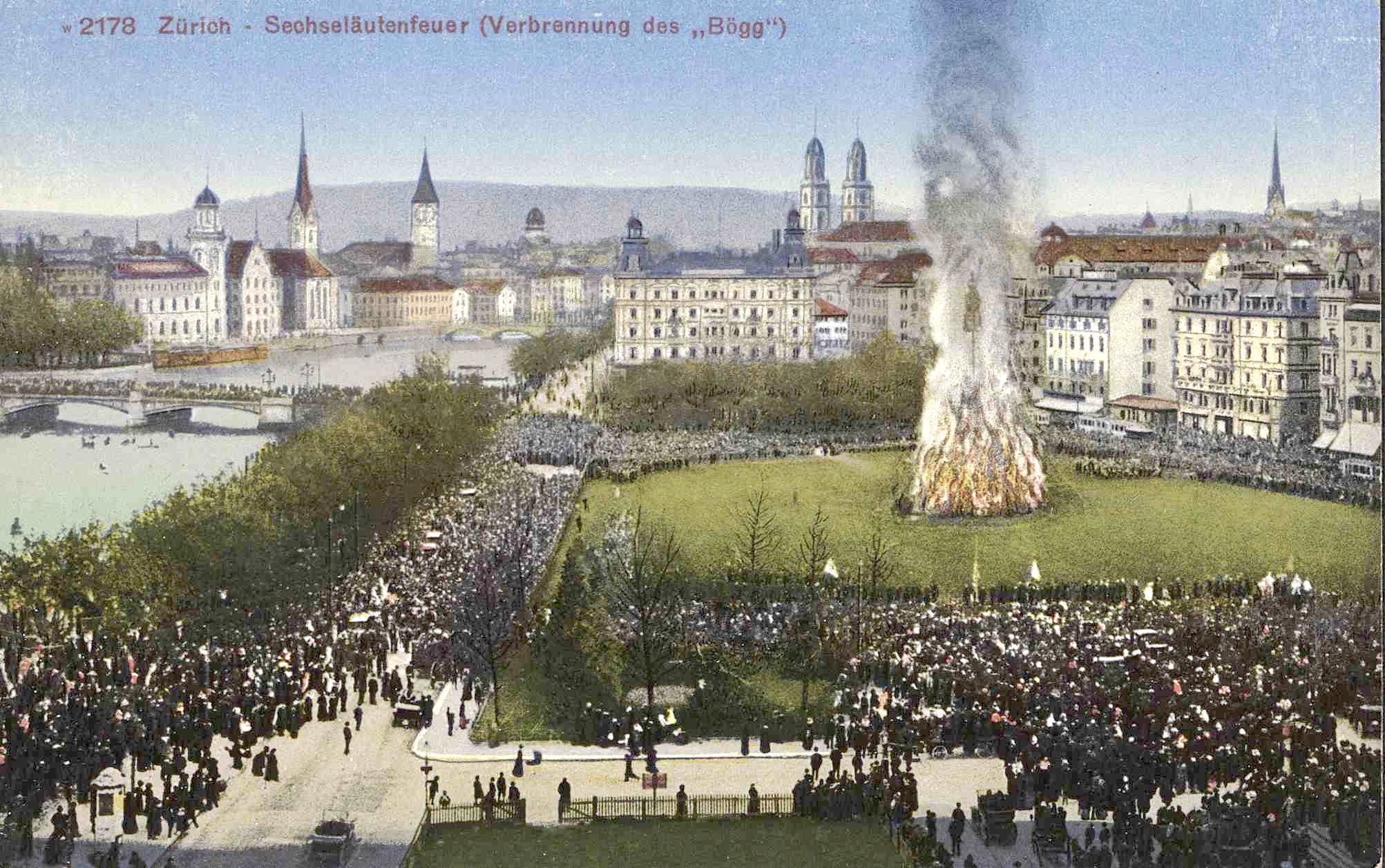
La quema del Böögg en la Sechseläutenplatz, en una postal de 1900.

Una de las costumbres más destacadas de la fiesta es la quema del Böögg, una efigie del invierno saliente representado en un gran muñeco de nieve hecho de tela y lleno de material incendiario, habitualmente una mezcla de viruta de madera y petardos. La hoguera principal se lleva a cabo en la Sechseläutenplatz, destino de la procesión, y se enciende a las seis de la tarde en punto como dispone la tradición, también en el caso de que no todos los integrantes del desfile hayan llegado a su destino. Los grupos de jinetes, en turnos y según la cofradía o gremio al que pertenecen, realizan tres vueltas alrededor de la hoguera a paso ligero, haciendo gala de sus insignias y estandartes.
Según la tradición cuanto más rápido pierde el Böögg su cabeza llena de petardos, más agradable será el verano. La quema del Böögg es una costumbre establecida hace 120 años, pero la tradición precede la fiesta de Sechseläuten y tiene sus orígenes en el carnaval de siglos anteriores, en el que el Böögg representaba a un espíritu maligno (de ahí su nombre, compartiendo etimología con bogey en inglés), personificado en un personaje enmascarado que realizaba todo tipo de travesuras y asustaba a los niños.
Desde finales del siglo XX, a partir de las 22:00 una multitud de asistentes acude a Sechseläutenplatz con palas y horquillas para sacar algunas brasas del fuego con las que asar la comida que se han traído de casa, convirtiendo la zona en un pícnic multitudinario, también en noches frías ya que las llamas de la pira, constantemente avivada, producen un calor radiante en sus alrededores. Se trata de una dimensión más moderna, juvenil y multicultural de la fiesta, que contrasta con la fiesta tradicional celebrada durante el día. En las últimas décadas, al tiempo del encendido de la hoguera en Sechseläutenplatz, otras hogueras más pequeñas se encienden en otras partes de la ciudad, siempre con la figura del Böögg en la estaca.